# 白石みのるの男のララバイ
『白石みのるの男のララバイ』（しらいしみのるのおとこのララバイ）は、テレビアニメ『らき☆すた』のエンディングテーマ集。2007年10月10日にLantisから発売された。

## 概要
前作『TVアニメ『らき☆すた』エンディングテーマ集 〜ある日のカラオケボックス〜』が1クール目のエンディング曲の収録だったのに対し、本作は2クール目のエンディング曲を収録。全曲を白石稔が“白石みのる”名義で歌っており、ほぼ全ての曲を自身が作詞・作曲している。最終話のエンディング曲「愛はブーメラン」（『うる星やつら2 ビューティフル・ドリーマー』主題歌）が唯一京都アニメーション関連以外の版権曲。アニメで使用されたアカペラ版（歌詞間違いが多い）の他に、スタジオ録音版も収録されているが、第16話のエンディング曲「三十路岬」は、本作には収録されていない。CDエクストラ仕様で、動画「白石みのるの残りぢる」が収録されている。
「白石メドレー」は、「恋のミノル伝説」「俺の忘れ物」「ハレ晴レユカイ」「男の生き様」「もってけ!セーラーふく」「シカイダーの唄」「我が愛しのサンタモニカ」の各楽曲をメドレーで歌っている。「俺の忘れ物 -完全版-」は、『涼宮ハルヒの憂鬱』で、白石演じる谷口が忘れ物を取りに来る際に「WAWAWA忘れ物〜」と口ずさんだ歌のフルコーラス。「かおりんのテーマ -完全版-」は、ラジオ『らっきー☆ちゃんねる-陵桜学園放課後の机-』のエンディング曲となっている。ランティスの作品ページでは「今後結婚式の定番となるであろうクオリティ」と紹介されている。「恋したっていいじゃない -スタジオ録音版-」「白石みのる 〜奥さんシリーズ〜」は、エンディングで歌唱されていない。ちなみに、｢白石みのる 〜奥さんシリーズ〜｣は歌ではなくコント（ネタ?）集。「もってけ!セーラーふく（曖昧サンシャインver.）」の歌詞カードには「言語では概念を説明できないし理解もできない。」とだけあり、歌詞が表記されていない。

## 収録曲
テレビ音源版
1. 俺の忘れ物 [1:30]
作詞・作曲：白石みのる
  - 第13話エンディング
2. ハレ晴レユカイ [1:30]
作詞：畑亜貴　作曲：田代智一
  - 第14話エンディング
3. 恋のミノル伝説[1:10]
作詞：白石みのる　作曲：神前暁
  - 第15話エンディング
4. もってけ!セーラーふく（曖昧サンシャインver.） [1:20]
作詞：白石みのる　作曲：神前暁
  - 第17話エンディング
5. かおりんのテーマ [1:30]
作詞・作曲：白石みのる
  - 第18話エンディング
6. 男の生き様 [1:30]
  - 第19話エンディング

作詞・作曲：白石みのる
7. お婿ルンバ [1:30]
作詞・作曲：白石みのる
  - 第20話エンディング
8. シカイダーの唄 [1:30]
作詞・作曲：白石みのる
  - 第21話エンディング
9. 白石メドレー [1:30]
  - 第22話エンディング
10. ミクル変身!そして戦闘!
作曲：神前暁
  - 第23話エンディング
11. 愛はブーメラン [1:30]（第24話エンディング）
作詞：三浦徳子　作曲：松田良
  - 第24話エンディング

完全版
12. 俺の忘れ物 -完全版- [5:05]
作詞・作曲：白石みのる　編曲：神前暁
13. シカイダーの唄 -完全版- [4:19]
作詞・作曲：白石みのる　編曲：神前暁
  - 『白石稔のガチ無知ラジオ』オープニングテーマ。
14. かおりんのテーマ -完全版- [5:27]
作詞・作曲：白石みのる　編曲：神前暁
15. 恋のミノル伝説 -完全版- [5:25]
作詞：白石みのる　作曲：神前暁　編曲：鈴木マサキ

スタジオアカペラ録音版
16. 我が愛しのサンタモニカ -スタジオ録音版- [1:31]
作詞・作曲：白石みのる
17. 恋したっていいじゃない -スタジオ録音版- [1:29]
作詞・作曲：白石みのる
18. お婿ルンバ -スタジオ録音版- [1:22]
作詞・作曲：白石みのる
19. 男の生き様 -スタジオ録音版- [1:26]
作詞・作曲：白石みのる

ボーナストラック
20. 白石みのる 〜奥さんシリーズ〜 [0:28]

- CDエクストラ収録

## クレジット
- 歌い手：白石みのる（白石稔）
- ロケ収録スタッフ（1 - 11）
  - 構成：白石みのる
  - カメラマン：手嶋俊幸、戸田純
  - 音声：猿渡美奈子
  - ディレクター：武本康弘
  - アシスタントディレクター：山崎聡、菅原啓介
  - プロデューサー：斎藤滋（ランティス）
  - アシスタントプロデューサー：八田真一郎
- CD制作スタッフ
  - プロデューサー&ディレクター：斎藤滋（ランティス）
  - エンジニア：白井康裕（12 - 15）
  - デザイン：オーバードライブデザイン
  - 宣伝：松村起代子、鈴木めぐみ、岩下由希恵（ランティス）
  - 販促：杉谷恵美（ランティス）
  - デスク：山崎彩、濱田邦子（ランティス）
- 制作統括：伊藤敦
- 制作協力：京都アニメーション、ランティス
- 制作：らっきー☆ぱらだいす
- サンクス：らっきー☆ぱらだいす、角川書店、京都アニメーション
- スペシャルサンクス：ユニバーサル・ミュージック・パブリッシング
- エグゼクティブプロデューサー：井上俊次（ランティス）